# Leskeodon pandurifolius
Leskeodon pandurifolius là một loài rêu trong họ Daltoniaceae. Loài này được M. Fleisch. mô tả khoa học đầu tiên năm 1908.